# برغ توت (مقاطعة فيروزآباد)
برغ توت (بالفارسية: برگ توت) هي قرية تقع في قسم خواجه‌اي الريفي (مقاطعة فيروزآباد) في إيران. يقدر عدد سكانها بـ 9 نسمة بحسب إحصاء 2016.